# Área metropolitana de Dagupán
El Área Metropolitana de Dagupán está formada por los siguientes municipios, situados en la isla de Luzón. Forma parte de la provincia de Pangasinán perteneceinte a la Región Administrativa de Ilocos, también denominada Región I
Agrupa 10 municipios y cuenta con una población de 822.392 habitantes, conforme a la siguiente relación:
| Ciudad/Municipio | Nº de Barangays | Población (2010) | Área (km²) | Código    |
| ---------------- | --------------- | ---------------- | ---------- | --------- |
| Binmaley         | 33              | 78.702           | 118.50     | 015513000 |
| Calasiao         | 24              | 91.109           | 48.36      | 015517000 |
| Dagupán          | 31              | 163.676          | 37.23      | 015518000 |
| Lingayén         | 32              | 98.740           | 62.76      | 015522000 |
| Manaoag          | 26              | 64.548           | 55.95      | 015525000 |
| Mangaldán        | 30              | 98.905           | 48.47      | 015526000 |
| Mapandán         | 15              | 34.439           | 30.00      | 015528000 |
| San Fabián       | 34              | 77.899           | 81.28      | 015533000 |
| San Jacinto      | 19              | 37.737           | 44.18      | 015534000 |
| Santa Bárbara    | 29              | 76.637           | 61.37      | 015538000 |